# قناة رأس الخيمة الفضائية
قناة رأس الخيمة الفضائية هي قناة تلفزيونية إماراتية أسست عام 2006 وأغلقت عام 2015.

## عن القناة
أعلن الشيخ صقر بن عبد الله بن حميد القاسمي رئيس قناة رأس الخيمة عن إطلاق أول قناة فضائية من نوعها تحمل اسم الإمارة تكون رسالتها وهويتها وتراثها للمنطقة والعالم·
ويمتد بث قناة رأس الخيمة الفضائية الجديدة التي تنضم إلى شقيقاتها في الدولة على مدار الأربع والعشرين ساعة في حين من المقرر بدء بث الفضائية الجديدة في المرحلة الأولى كبث تجريبي·
وأشار رئيس قناة رأس الخيمة الفضائية إلى أن موعد بث الفضائية الجديدة في الدولة تحدد مطلع العام المقبل 2007 بينما يقع المقر الرئيسي للقناة في إمارة رأس الخيمة وتحديداً في مقر هيئة إذاعة رأس الخيمة في منطقة الظيت الجنوبي، مؤكداً أن كافة عمليات الإنتاج والمونتاج وسواها من العمليات الفنية والإنتاجية الخاصة بالبث الفضائي والتلفزيوني والبرامج المختلفة ستتم داخل مقر القناة في إمارة رأس الخيمة مباشرة·
ونوه إلى أن تدشين وإطلاق أول قناة فضائية في الإمارة تنقل تراث وهوية رأس الخيمة إلى العالم ينسجم مع برامج وخطط حكومة رأس الخيمة التنموية وماتشهده حالياً من انتعاش اقتصادي غير مسبوق واستقطاب الاستثمارات وتطوير متواصل للبنية التحية والمرافق العامة والخدمات·
وأوضح الشيخ صقر بن عبد الله القاسمي أن القناة تندرج ضمن القمر الصناعي  نايل سات  في حين تتضمن خطة القناة الفضائية تطوير مرافقها ومبانيها والتوسع في الاستديو والارتقاء بقدرتها الفنية والإعلامية مستقبلاً·

## سبب الإغلاق
لا يوجد سبب لإغلاق القناة من الجهات الرسمية ولكن البعض يقول إن سبب الإغلاق هو الإفلاس وعدم الحصول على أرباح عالية.